# Municipio de Ridott
El municipio de Ridott (en inglés: Ridott Township) es un municipio ubicado en el condado de Stephenson en el estado estadounidense de Illinois. En el año 2010 tenía una población de 1451 habitantes y una densidad poblacional de 10,44 personas por km².

## Geografía
El municipio de Ridott se encuentra ubicado en las coordenadas 42°16′12″N 89°26′22″O / 42.27000, -89.43944. Según la Oficina del Censo de los Estados Unidos, el municipio tiene una superficie total de 139.04 km², de la cual 138,9 km² corresponden a tierra firme y (0,1 %) 0,15 km² es agua.

## Demografía
Según el censo de 2010, había 1451 personas residiendo en el municipio de Ridott. La densidad de población era de 10,44 hab./km². De los 1451 habitantes, el municipio de Ridott estaba compuesto por el 97,45 % blancos, el 0,55 % eran afroamericanos, el 0,07 % eran amerindios, el 0,21 % eran asiáticos, el 0,76 % eran de otras razas y el 0,96 % eran de una mezcla de razas. Del total de la población el 1,52 % eran hispanos o latinos de cualquier raza.